# アストロシティミニ
アストロシティミニ（ASTRO CITY Mini）は、セガトイズ（現・セガ フェイブ）より2020年12月17日に発売された家庭用ゲーム機。販売はセガが行い、セガグループ設立60周年プロジェクトの一環として企画・開発される。CEROによる区分はCERO：C（15才以上対象）。
1980年代から1990年代にかけてセガが発売し、各種施設で稼働させたアーケードゲーム作品36タイトルをプリインストールし、外観はセガが1993年より自社運営アミューズメント施設を中心に設置していた汎用型ビデオゲーム筐体「アストロシティ」をモチーフにしている。

## 概要
本機は任天堂が2016年にリリースしたニンテンドークラシックミニ ファミリーコンピュータをはじめとする1980年代 - 1990年代のゲーム機を現代のアーキテクチャで再現する、いわゆる復刻系ゲーム機の流れに連なるゲーム機であり、本機は復刻系ゲーム機としては初めて純粋なアーケード用ゲームを収録するというコンセプトが謳われている。
セガは同コンセプトの復刻系ゲーム機として、2019年9月にメガドライブ ミニ、2020年10月にはゲームギアミクロを自社にて発売している。今回はセガグループで玩具ホビー事業を展開するセガトイズ社が企画・制作を担当し、セガは販売を請け負う。なおセガトイズはメガドライブミニやゲームギアミクロの各種プロダクトにもアイデア・設計などで協力をしており、元々セガの上記製品には深く関わっている。またセガの「販売」とは、本機収録タイトルに関する監修や、権利元への許諾といったライセンス回り、自社公式サイトに上記の復刻系ゲーム機同様に商品情報ページを設置するなどのプロモーション・マーケティングなど、関わっている部分が広範囲なため、これらを便宜上端的に表現している。
プロモーション動画のナレーションは光吉猛修が担当している。

## ハードウェア
※ 下記出典はセガ「アストロシティミニ」商品情報ページおよび右記リンク先より。

### ハード仕様
外観はオリジナルのアストロシティ（以下「オリジナル」と表現）をベースに約6分の1サイズに縮小している。なお、デスクトップに置かれる事を想定しオリジナルの筐体下部の、基板や投入硬貨を格納する部分は再現していない。別売のデコレーションキット「アストロシティミニ ゲームセンタースタイルキット」を装着すれば、下部もよりオリジナルに近い外観を再現できる。
コントロールパネル部に備え付けられたジョイスティックと操作ボタン6個・スタートボタン2個については操作性を考慮し約2分の1スケールとしている。ボディやボタン・レバーボール部分もオリジナルと同じ材質を採用し、色調についても極力の再現がなされている。通常版はオリジナルの本体向かって左側のコントロールパネル1Pのカラーとして使われた「緑（ライトグリーン）」が使われている。向かって右側の2Pのカラーとして使われた「ピンク」については、セガトイズ直営のECサイト「セガトイズ.com」にて限定販売する特別版「アストロシティミニ ピンクバージョン」として採用されている。なおピンクは本体単体での販売はなく、同じくピンクバージョンとなったコントローラーパッドやアーケードスティックなどとのセット販売となる。
本体は1人プレイ専用である。本体裏面に備えられたUSB規格のコントローラ端子に別売の「アストロシティミニ コントロールパッド / アーケードスティック」を接続することで2人プレイが可能となる。収録タイトルには4人同時プレイを可能としていたタイトルも含まれるが、それらも同時プレイは2人までとなる。
筐体の背面下部にステレオミニジャックも装備されているので、⌀3.5 mm規格のヘッドホンや外部スピーカーなどを接続できる。筐体上部の、オリジナルでは内部に蛍光灯が入って「ASTRO CITY」と印されたパネル部分が点灯するマーキーにはLEDが入り、オリジナル同様に点灯する。同じ箇所に備え付けられたスピーカーもオリジナル同様ステレオ音声で鳴る。「アストロシティミニ ピンクバージョン」には、付属品としてオリジナルの後期マイナーチェンジ型「ニューアストロシティ」で採用されたスピーカー形状を再現出来るデコレーションパーツ「ニューアストロシティミニ スピーカーカバー」が付属する。
ディスプレイが筐体と一体化しているオリジナルと同じく、本体には液晶ディスプレイが搭載されており、単体でゲーム映像を出力する。画面サイズは約4インチ。16：9比率だがゲーム本編はオリジナルの4：3を映す。内蔵ディスプレイの向きは固定で、縦画面のゲームは横画面の中心に縦画面映像を映す「ピラーボックス」となる。内蔵ディスプレイではオリジナルよりも大幅に縮小された画面でプレイすることになるため、外部ディスプレイに出力してプレイするほうが望ましい。ただし外部出力でも基本的にはピラーボックスのままとなる。解像度は800×480、1600万色（24ビット）まで対応。HDMI端子を備えており、別売のHDMIケーブルを接続することで外部ディスプレイへの映像出力が可能である。外部出力時の解像度は720p。
電源はメガドライブミニ等と同じく、USB Micro-Bを備えた汎用のスマートフォン/タブレット用ACアダプタが使える。同コネクタを備えた汎用モバイルバッテリーを使用することで、屋外に持ち運んでプレイすることもできる。
なお、本機のハードウェア開発（回路・基板設計）、筐体のメカ開発（実機設計図面・実物からのデータ取り、本機の製造用図面・機構・構造・金型設計など）、および商品製造は、ソフトウェア開発と併わせて「株式会社 瑞起」がセガトイズと協力して行った。この兼ね合いで、CPUにはメガドライブミニやPCエンジンminiにも用いられた同社製のSoCチップ「ZUIKI SoC Z7213」が使われている。

### ソフト仕様
アーケードゲームを家庭で遊ぶために必要な電源・基板と接続するための端子・ジョイスティックなどをコンパクトな筐体に収めた、いわゆる「コントロールボックス」ではないためオリジナルのゲーム基板を接続して遊ぶことは出来ず、公開された仕様では外部からソフトをダウンロードしてプレイする事も不可能。
本来アーケードゲームの基板に存在する、1コインでカウントされるクレジット数など各種設定が仔細に変更できる機能や、俗に「テストモード」「デバッグモード」などと呼ばれる開発者向けモードは実装されていない。家庭用商品として販売するにあたり、プレイヤーが変更可能な設定は、ゲームプレイに関わるもののみとしている。なお、ゲームボタンのコンフィグ機能は無い。メニュー画面で、スティックとそれぞれのボタンに割り振られた操作を確認できる。
いわゆる「どこでもデータセーブ（ステートセーブ）」機能を実装。ゲームプレイ中のデータを各ゲームごとに最大2つまで保存・中断出来る。
一部の連射が必須な作品ではソフト的にオート連射（ボタンを押したままで連射可能）へ対応。ボタンが指連打しにくいコントロールパッドなどで特に効果を発揮する。対応タイトルは下記「収録タイトル」を参照。
各ソフトをセレクトする際のメニュー画面で流れるBGMは、セガ所属の川口博史（Hiro師匠）による新規書き下ろし楽曲が使われている。また、このセレクト画面では一部のゲームタイトルで「BGMモード」を選択することが出来、ゲームをプレイせずともBGMだけ流し続けることが出来る。対応ソフトは「収録タイトル」に記載。
これらシステム的な総合メニューを含めた本機のソフト移植（エミュレーション）は、ハード開発と共に「株式会社 瑞起」が担当した。OSは「株式会社 瑞起」が独自開発した「瑞起レトロゲーム機向けプラットフォーム(Vivid Linux)」をベースとし、本機用に各種カスタマイズ・チューニングが施されたものを使用している。

## 収録タイトル
- 全てセガが何らかの形で関わっているソフト（発売のみ担当した作品も含む）が収録されている。
- ソフトラインナップはメガドライブミニと同様、ある程度まとめたタイトル数を時期で分けて発表するというプロモーション形式が採られた。下記表は発表された区切りの中（詳細後述）で、基本50音順。
- ☆は、家庭用初移植となるタイトル。

| タイトル                                                                                      | 稼働開始年                                                            | ジャンル                                                              | 開発したセガの部署(当時)                                              | オリジナルのシステム基板                                              | 備考 |
| 第1弾発表タイトル（2020年7月8日、セガ公式ニュースリリースなどで発表）                         | 第1弾発表タイトル（2020年7月8日、セガ公式ニュースリリースなどで発表） | 第1弾発表タイトル（2020年7月8日、セガ公式ニュースリリースなどで発表） | 第1弾発表タイトル（2020年7月8日、セガ公式ニュースリリースなどで発表） | 第1弾発表タイトル（2020年7月8日、セガ公式ニュースリリースなどで発表） | 第1弾発表タイトル（2020年7月8日、セガ公式ニュースリリースなどで発表）                                                                          |
| --------------------------------------------------------------------------------------------- | --------------------------------------------------------------------- | --------------------------------------------------------------------- | --------------------------------------------------------------------- | --------------------------------------------------------------------- | --- |
| エイリアンシンドローム                                                                        | 1987年                                                                | アクションシューティング                                              | 第一研究開発部 (後の第1・第3AM研究開発部)                             | システム16                                                            | 2人同時プレイ可能 連射対応 |
| エイリアンストーム                                                                            | 1990年                                                                | アクション                                                            | 第1AM研究開発部 (チーム・シノビ)                                      | システム18                                                            | 2人同時プレイ可能 BGMモード対応 |
| コラムスII                                                                                    | 1990年                                                                | アクションパズル                                                      | 第1AM研究開発部                                                       | Cボード                                                               | 2人対戦プレイ可能 |
| ゴールデンアックス                                                                            | 1989年                                                                | アクション                                                            | 第一研究開発部 (チーム・シノビ)                                       | システム16                                                            | 2人同時プレイ可能 BGMモード対応 |
| ゴールデンアックス デスアダーの復讐☆                                                          | 1992年                                                                | アクション                                                            | 第1AM研究開発部                                                       | システム32                                                            | 同時プレイは2人まで可能 |
| 獣王記                                                                                        | 1988年                                                                | アクション                                                            | 第一研究開発部 (チーム・シノビ)                                       | システム16                                                            | 2人同時プレイ可能 |
| ダークエッジ☆                                                                                 | 1993年                                                                | 1on1対戦格闘                                                          | 第3AM研究開発部                                                       | システム32                                                            | |
| タントアール                                                                                  | 1993年                                                                | パーティ (オムニバスミニゲーム集)                                     | 第1AM研究開発部                                                       | C2ボード                                                              | 2人対戦プレイ可能 |
| ファンタジーゾーン                                                                            | 1986年                                                                | シューティング                                                        | 第一研究開発部                                                        | システム16                                                            | 1P・2P交互プレイ可能 連射・BGMモード対応 |
| バーチャファイター                                                                            | 1993年                                                                | 1on1対戦格闘                                                          | 第2AM研究開発部                                                       | モデル1                                                               | BGMモード対応 |
| 第2弾発表タイトル（2020年8月20日配信の『電撃PSLive』にて発表)。                               |                                                                       |                                                                       |                                                                       |                                                                       | |
| イチダントア～ル                                                                              | 1994年                                                                | パーティ (オムニバスミニゲーム集)                                     | 未詳                                                                  | C2ボード                                                              | 2人同時プレイ可能 |
| クラックダウン                                                                                | 1989年                                                                | アクション                                                            | 第一研究開発部                                                        | システム24                                                            | 2人同時プレイ可能 BGMモード対応 |
| ゲイングランド                                                                                | 1988年                                                                | アクションシューティング                                              | 第一研究開発部                                                        | システム24                                                            | 2人同時プレイ可能 BGMモード対応 |
| コットン                                                                                      | 1991年                                                                | シューティング                                                        | 株式会社サクセス                                                      | システム16(B)                                                         | 発売はセガが担当 連射対応 |
| コラムス                                                                                      | 1990年                                                                | アクションパズル                                                      | 第一研究開発部                                                        | Cボード                                                               | 2人同時プレイ可能 |
| サイバーポリス イースワット                                                                   | 1989年                                                                | アクション                                                            | 第一研究開発部                                                        | システム16                                                            | 2人同時プレイ可能 BGMモード対応 |
| 忍 -SHINOBI-                                                                                  | 1987年                                                                | アクション                                                            | 第一研究開発部 (チーム・シノビ)                                       | システム16(B)                                                         | 1P・2P交互プレイ可能 BGMモード対応 |
| シャドーダンサー                                                                              | 1989年                                                                | アクション                                                            | 第一研究開発部                                                        | システム18                                                            | |
| ボナンザブラザーズ                                                                            | 1990年                                                                | アクション                                                            | 第1AM研究開発部                                                       | システム24                                                            | 2人同時プレイ可能 |
| ぷよぷよ                                                                                      | 1992年                                                                | アクションパズル                                                      | コンパイル                                                            | C2ボード                                                              | 2人対戦プレイ可能 |
| ワンダーボーイ                                                                                | 1986年                                                                | アクション                                                            | エスケイプ                                                            | システム1                                                             | 1P・2P交互プレイ可能 発売はセガが担当 |
| ワンダーボーイ モンスターランド                                                               | 1987年                                                                | アクションRPG                                                         | ウエストン                                                            | システム2                                                             | 1P・2P交互プレイ可能 発売はセガが担当 |
| ワンダーボーイIII モンスター・レアー                                                          | 1988年                                                                | アクションシューティング                                              | ウエストン                                                            | システム16(A)                                                         | 2人同時プレイ可能 発売はセガが担当 連射対応 |
| 第3弾発表タイトル（2020年9月4日配信の『ファミ通Live』にて発表）。                             |                                                                       |                                                                       |                                                                       |                                                                       | |
| アラビアンファイト☆                                                                           | 1991年                                                                | アクション                                                            | 未詳                                                                  | システム32                                                            | 同時プレイは2人まで可能 |
| アレックスキッド with ステラ ザ・ロストスターズ                                               | 1986年                                                                | アクション                                                            | 第一研究開発部                                                        | システム16                                                            | 2人同時プレイ可能 |
| カルテット2                                                                                   | 1986年                                                                | アクション                                                            | 第一研究開発部                                                        | システム16(A)                                                         | 2人同時プレイ可能 連射・BGMモード対応 |
| サンダーフォースAC                                                                            | 1990年                                                                | シューティング                                                        | テクノソフト                                                          | Cボード                                                               | 連射対応 |
| スクランブルスピリッツ                                                                        | 1988年                                                                | シューティング                                                        | 第一研究開発部                                                        | システム24                                                            | 2人同時プレイ可能 連射対応 |
| スタックコラムス                                                                              | 1994年                                                                | アクションパズル                                                      | 未詳                                                                  | C2ボード                                                              | 2人対戦プレイ可能 |
| スペースハリアー                                                                              | 1985年                                                                | 疑似3Dシューティング                                                  | スタジオ128 (後の第2AM研究開発部)                                     | 専用基板                                                              | オリジナルは戦闘機様のコントロールパネルを採用した専用筐体 本機ではスティック&ボタン操作にアレンジ 連射・BGMモード対応                         |
| 青春スキャンダル                                                                              | 1985年                                                                | アクション                                                            | コアランドテクノロジー株式会社                                        | システム1                                                             | 1P・2P交互プレイ可能 |
| ソニックブーム                                                                                | 1987年                                                                | シューティング                                                        | 第一研究開発部                                                        | システム16(B)                                                         | 最大2人プレイ可能 連射対応 |
| 忍者プリンセス                                                                                | 1985年                                                                | アクション                                                            | 第一研究開発部                                                        | システム1                                                             | 1P・2P交互プレイ可能 |
| ぷよぷよ通                                                                                    | 1994年                                                                | アクションパズル                                                      | コンパイル                                                            | C2ボード                                                              | 2人対戦プレイ可能 |
| フリッキー                                                                                    | 1984年                                                                | アクション                                                            | 第一研究開発部                                                        | システム1                                                             | 1P・2P交互プレイ可能 |
| ラッドモビール                                                                                | 1991年                                                                | 疑似3Dレーシング                                                      | 第3AM研究開発部                                                       | システム32                                                            | オリジナルは自動車様のコントロールパネルを採用した専用筐体 本機ではスティック&ボタン操作にアレンジ                                             |
| おまけ発表タイトル（2020年9月27日配信の『セガアトラスTV 情報LIVE！セガ・アトラス』にて発表)。 |                                                                       |                                                                       |                                                                       |                                                                       | |
| ドットリクン☆                                                                                 | 1990年                                                                | アクション （ドットイートゲーム）                                     | 未詳                                                                  | 専用基板 （テスト用基板）                                             | オリジナルアストロシティ本体の出荷時 標準搭載されていたミニゲーム。 インカミング運用を想定したものではなく、厳密にはアーケードゲームではない。 |

## 周辺機器
すべて本体と同日に発売する。
アストロシティミニ コントロールパッド
コントロールパッドとしてはスタンダードな方向キーに6ボタン+1P・2Pスタートボタン仕様。キーとボタン配置はオリジナルのアストロシティをより踏襲したものとなっている。
アストロシティミニ アーケードスティック
本機収録のアーケードゲームを「自宅でも、よりダイナミックにお楽しみいただける」（公式サイトより引用）ように作られた1P専用のジョイスティックコントローラー。公式にはアストロシティミニ専用で、本機以外の機器では使えない。
外観はオリジナルのコントロールパネル（コンパネ）左半分を切断したような感じになっており、レバー&ボタンのデザイン・サイズ・色もオリジナルの1P側をより突き詰めて再現。このスティック同様、アストロシティコンパネをイメージしてデザインされたセガサターンの周辺機器「バーチャスティック」（後期販売版）に似たコンセプトの商品。
アストロシティミニ ゲームセンタースタイルキット
オリジナルの下部なども含め、よりオリジナルの外観に近づけるためのデコレーションキット。
本機の下に置く「ベース」、マーキー上部に装着する「トップボード」、および一般的なゲームセンターで筐体と共に置かれた備品である俗称「ゲームセンター椅子」の本機と同縮尺ミニチュアのセット。
オリジナルの筐体上部のコントロールパネル近くにあるコインシューター（投入口）が、ミニ本機では割愛されている代わりに「ベース」に存在し、ベース内部の空洞を貯金箱として使用できる。
「トップボード」は本来内蔵しているゲームの操作方法などが印刷された「インストラクションカード」を掲示するためのディスプレイボード。このキットにもインストラクションカードを縮小したシールが同梱されており、ボードに貼ることで再現度をより高めるられる。
「ベース」は接着剤などを使わずとも、ある程度本機と一体化出来る。ただし、乗せたまま本機のジョイスティックを操作するとバランス的に不安定になってしまうため、乗せた状態でプレイしたい人は上記のコントロールパッドやアーケードスティックを購入・接続することが推奨されている。
ハイテクランド セガ デスクマット
セガストア限定品である「アストロシティミニ DXパック セガ60thアニバーサリーコレクターズエディション」の同梱グッズ。
セガ直営アミューズメントセンター「ハイテクランド セガ」においてかつて採用していたデザインの床面をイメージした白黒のチェッカーフラッグ風のタイル柄に当時のハイテクランドで使用されていたSEGAロゴ入りエントランスドアマット風に印刷されたデザインを組み合わせたデスク用マット。クリアファイル的な構造になっており、別グッズとして同梱されている「復刻インストカード10タイトルセット」を挟み込む事も可能。